# Wilfried Wendling
Pour les articles homonymes, voir Wendling (homonymie).
Wilfried Wendling, né le 7 février 1972 à Neuilly-sur-Seine, est un compositeur, metteur en scène, improvisateur et vidéaste français.

## Biographie
Né le 7 février 1972 à Neuilly-sur-Seine dans une famille venant du milieu du théâtre, il grandit entre le Chaillot d’Antoine Vitez et les Amandiers de Patrice Chéreau. Il étudie l’écriture dans de nombreux conservatoires puis la composition avec notamment Georges Aperghis et Philippe Leroux. 
Il crée dès 1995 des formes opératiques expérimentales mêlant textes, vidéo, électroacoustique, instruments et voix, dont celles de Valérie Philippin, Donatienne Michel-Dansac, Médéric Collignon, Natacha Muslera. Ses spectacles sont joués au Théâtre des Amandiers, à l’Odéon théâtre de l’Europe, au Centquatre, aux Bouffes du nord, à l’Opéra-Comique mais également dans de nombreux festivals et Scènes nationales.
Musicien, performeur d’électroacoustique et vidéaste épris des nouvelles technologies, proche de la scène expérimentale et des milieux de la performance tout autant que du spectacle vivant, il collabore avec de nombreux musiciens (Hélène Breschand), metteurs en scène (Roland Auzet), mais aussi des danseurs et circassiens (Jérôme Thomas, Cécile Mont-Reynaud).
Il côtoie également la scène numérique et entame dès 2013 une collaboration régulière avec le plasticien Étienne Rey et en 2014 avec le performeur et vidéaste Milosh Luczynski.
En outre, il travaille régulièrement avec le comédien Denis Lavant avec lequel il réalise plusieurs projets.
De 2000 à 2008, il anime l’ensemble Diffraction, dédié aux performances de théâtre sonore puis, en 2007, il crée, avec Kasper T. Toeplitz et Eryck Abecassis, l’ensemble de musique électronique live Kernel.
De 2010 à 2012, en tant qu’artiste associé à la Maison de la Poésie de Paris, il crée, en coproduction avec l’INA-GRM, plusieurs séries de spectacles autour de la voix de poètes comme Mallarmé, Brecht, Apollinaire, etc. qui seront joués pendant plusieurs mois. À chaque occasion, il réunit autant de poétesses que de performeurs vocaux ou encore un quatuor à corde. Durant cette période, il retrouve Denis Lavant à plusieurs reprises, notamment pour le spectacle Müller machines d’après Heiner Müller et lors d’une soirée dédiée à Mallarmé avec la performance Un coup de dés jamais n’abolira le hasard (2012), réalisée avec le musicien Jean-François Pauvros.
Il a également collaboré avec Luc Boltanski et Christian Boltanski, Anne Alvaro, Mathurin Bolze ou Marie-Claude Pietragalla. Mais ce sont surtout les auteurs et les poètes qui ont le plus régulièrement croisés le chemin de Wilfried Wendling : Jacques Jouet, Olivier Cohen, Valérie Rouzeau, Frédéric Worms, Laurence Vielle…
En 2013, il est nommé directeur de La Muse en circuit, Centre national de création musicale.
En 2017, il crée Hamlet, je suis vivant et vous êtes morts, avec Serge Merlin et en collaboration avec Pierre Henry.

## Œuvres (sélection)
- Je me révolte donc nous sommes, pour trio rock, soprano et comédien, 1995-1996.
- Cycle « Alchemy » (pièces solistes ou ensemble et électronique), 1997-1999.
- "Contraintes" pour chanteuse et harpiste, en collaboration avec François Sarhan, 2000.
- Ce que disent les voix, pour guitare électrique, électronique, vidéo et comédien, 2007.
- Écritures du désastre (avec Olivier Aude et Nicolas Senty) disque paru sur le label In Circum Girum, 2008.
- Les Mots/Sons, pour électronique live, vidéo-lumière et voix, 2009.
- La Voie des poètes (Cycle « Arkheïon »), électronique, pour électronique vidéo et performeurs vocaux, 2010.
- Fragments Deleuze, pour violon, alto, électronique et vidéo-lumière, 2011.
- Présences, solo multimédia, 2011.
- Convergences des multiples, pour quatuor à cordes, électronique, vidéo et poétesse, 2011.
- Cioran, solo multimédia, 2012.
- Camus, pour voix, électronique et effectif à cordes variables, 2013.
- Cycle « Artaud cité », performance de rue pour dispositif électronique et vocalistes amateurs, 2013.
- Müller machines, pour électronique, danseuse aérienne et comédien, 2012-2013.
- Intolérance, Frédéric Blondy, compagnie MOTUS, 2013
- Hamlet, je suis vivant et vous êtes morts, Serge Merlin, Pierre Henry, Milosh Luczynski, 2017.
- Loki, pour ne pas perdre le nord, Abbi Patrix, Linda Edsjö, 2017.
- FAKE, Abbi Patrix, Linda Edsjö, 2019[2]
- IMAGINARIUM, Hélène Breschand, 2020
- Erreurs salvatrices, Heiner Müller, Denis Lavant, Cécile Mont-Reynaud, Grégory Joubert, 2021.
- Le rêveur rêvé, Marc-Antoine Mathieu, Hélène Breschand (...) 2023.
- NEWS, Valérie Philippin, Angèle Chemin, Abbi Patrix, Linda Edsjö, Grégory Joubert, 2024.
- KAFKA Fiches, Marc-Antoine Mathieu,Denis Lavant, ONCEIM, Percussions de Strasbourg (...), 2024.